# هیو مک‌کوئین
هیو مک‌کوئین (انگلیسی: Hugh McQueen; ۱ اکتبر ۱۸۶۷ – ۸ آوریل ۱۹۴۴) بازیکن فوتبال اهل بریتانیا بود.
از باشگاه‌هایی که در آن بازی کرده‌است می‌توان به باشگاه فوتبال هیبرنین، باشگاه فوتبال فولام، و باشگاه فوتبال لیورپول اشاره کرد.